# ALSDEAD
ALSDEAD är ett japanskt visual kei-band som bildades i december 2008. De ligger nu i skivbolaget Free-Will.

## Bandmedlemmar

### Nuvarande
- MAKI (sångare;2008-)

Kompositör Blodgrupp: B
- SHIN" (沁) (Gitarrist; 2008-)

Arrangör Blodgrupp: B
- SETSUA (刹亞) (Trummis; 2008-)

Blodgrupp: A
- YOSUKE (陽佑) (Basist; 2011-)

Ex- Auncia

### Tidigare
- Reito (玲人) (Basist; 2008-2011)

Blodgrupp: O
Han lämnade bandet efter att de hade haft en diskussion i bandet. Hans sista konsert med bandet var den 12 augusti på Shibuya BOXX. 

## Diskografi

### Singlar
- Violent of Reason" (1 januari 2009)
- S.a.g.A (25 februari 2009)
- PARADOX (7 oktober 2009)
- DISTRUST (13 januari 2010)
- Into the Void (13 april 2010)

### Album
- ALSDEAD (16 juni 2010)